# Thanon Sukhumvit

Panneau officiel de Thanon Sukhumvit.

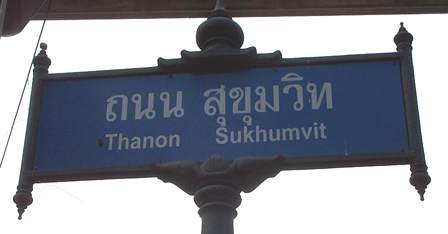

Thanon Sukhumvit (Thaï : ถนนสุขุมวิท) est une des routes majeures de Thaïlande, reliant la capitale Bangkok à la ville de Trat.
Longue de 500 km, elle constitue l'une des principales artères commerciales de Bangkok et dessert notamment les villes de Chonburi, Laem Chabang et Pattaya avant de se terminer à Trat, à 100 km de la frontière avec le Cambodge.